# Claudio Coralli
Claudio Coralli (Borgo San Lorenzo, 1º marzo 1983) è un calciatore italiano, attaccante della Gallianese.

## Caratteristiche tecniche
Classico attaccante e uomo squadra con una buona visione di gioco è dotato di un ottimo tiro ed ha un gran fiuto del gol.

## Carriera
Soprannominato "Il Cobra", dopo diverse stagioni in prestito al Tivoli, Meda, Pizzighettone e Lucchese, esordisce in Serie A nella gara Siena-Empoli il 13 maggio 2007, a cui seguiranno altre due gare in massima serie nella parte finale dello stesso campionato.
Successivamente passa in prestito al Cittadella in Serie C1, dove segna 19 gol in 29 partite, e successivamente ancora nell'Empoli, questa volta in Serie B, dove segna 34 reti complessive nell'arco di tre stagioni e mezza.
Il 31 gennaio 2012 scende di categoria, passando con la formula del prestito con diritto di riscatto alla Cremonese, compagine di Lega Pro Prima Divisione, con cui gioca cinque partite di campionato senza mai andare a segno. In compenso segna però due gol nei play-off.
Il 2 luglio 2012 torna definitivamente ad Empoli, non avendo esercitato i lombardi il diritto di riscatto.
Il 26 luglio 2013 il bomber si accasa alla Pergolettese (con tanto di presentazione ufficiale), ma successivamente il trasferimento non va a buon fine.
L'11 settembre inizia ad allenarsi con il Cittadella, squadra nella quale aveva già militato nella stagione 2007-2008, in attesa di essere ingaggiato. Il 19 settembre seguente firma il contratto per la stagione 2013-2014. Debutta il 21 settembre nella sfida contro la Juve Stabia persa (2-0) dalla formazione padovana. Successivamente il 13 ottobre segna il primo gol stagionale nel derby contro il Padova vinto dalla squadra granata (1-0).
Il 20 agosto 2016 passa a titolo definitivo alla Reggina in Lega Pro.

## Statistiche

### Presenze e reti nei club
Statistiche aggiornate al 12 maggio 2019.
| Stagione             | Squadra              | Campionato           | Campionato | Campionato | Coppe nazionali | Coppe nazionali | Coppe nazionali | Coppe continentali | Coppe continentali | Coppe continentali | Altre coppe | Altre coppe | Altre coppe | Totale | Totale |
| Stagione             | Squadra              | Comp                 | Pres       | Reti       | Comp            | Pres            | Reti            | Comp               | Pres               | Reti               | Comp        | Pres        | Reti        | Pres   | Reti   |
| -------------------- | -------------------- | -------------------- | ---------- | ---------- | --------------- | --------------- | --------------- | ------------------ | ------------------ | ------------------ | ----------- | ----------- | ----------- | ------ | ------ |
| 2002-2003            | Tivoli               | C2                   | 16+2       | 0          | CI-C            | 6               | 5               | -                  | -                  | -                  | -           | -           | -           | 24     | 5      |
| 2003-2004            | Meda                 | C2                   | 31         | 7          | CI-C            | 4               | 2               | -                  | -                  | -                  | -           | -           | -           | 35     | 9      |
| 2004-2005            | Pizzighettone        | C2                   | 34+4       | 11         | CI-C            | 3               | 1               | -                  | -                  | -                  | -           | -           | -           | 41     | 12     |
| 2005-2006            | Pizzighettone        | C1                   | 29         | 14         | CI+CI-C         | 1+2             | 0+3             | -                  | -                  | -                  | -           | -           | -           | 32     | 17     |
| Totale Pizzighettone | Totale Pizzighettone | Totale Pizzighettone | 67         | 25         |                 | 6               | 4               |                    | -                  | -                  |             | -           | -           | 73     | 29     |
| 2006-gen. 2007       | Lucchese             | C1                   | 17         | 3          | CI-C            | 1               | 0               | -                  | -                  | -                  | -           | -           | -           | 18     | 3      |
| gen.-giu. 2007       | Empoli               | A                    | 3          | 0          | CI              | 1               | 0               | -                  | -                  | -                  | -           | -           | -           | 4      | 0      |
| 2007-2008            | Cittadella           | C1                   | 29+4       | 19+1       | CI-C            | 4               | 3               | -                  | -                  | -                  | -           | -           | -           | 37     | 23     |
| 2008-2009            | Empoli               | B                    | 1          | 1          | CI              | 1               | 0               | -                  | -                  | -                  | -           | -           | -           | 2      | 1      |
| 2009-2010            | Empoli               | B                    | 36         | 16         | CI              | 1               | 0               | -                  | -                  | -                  | -           | -           | -           | 37     | 16     |
| 2010-2011            | Empoli               | B                    | 39         | 17         | CI              | 1               | 2               | -                  | -                  | -                  | -           | -           | -           | 40     | 19     |
| 2011-gen. 2012       | Empoli               | B                    | 11         | 0          | CI              | 1               | 1               | -                  | -                  | -                  | -           | -           | -           | 12     | 1      |
| gen.-giu. 2012       | Cremonese            | 1D                   | 5+2        | 0+2        | CI-LP           | -               | -               | -                  | -                  | -                  | -           | -           | -           | 7      | 2      |
| 2012-2013            | Empoli               | B                    | 1          | 0          | CI              | 1               | 0               | -                  | -                  | -                  | -           | -           | -           | 2      | 0      |
| Totale Empoli        | Totale Empoli        | Totale Empoli        | 91         | 34         |                 | 6               | 3               |                    | -                  | -                  |             | -           | -           | 97     | 38     |
| 2013-2014            | Cittadella           | B                    | 32         | 9          | CI              | -               | -               | -                  | -                  | -                  | -           | -           | -           | 32     | 9      |
| 2014-2015            | Cittadella           | B                    | 37         | 10         | CI              | 2               | 1               | -                  | -                  | -                  | -           | -           | -           | 39     | 11     |
| 2015-2016            | Cittadella           | LP                   | 18         | 2          | CI+CI-LP        | 3+7             | 3+10            | -                  | -                  | -                  | -           | -           | -           | 28     | 15     |
| Totale Cittadella    | Totale Cittadella    | Totale Cittadella    | 116+4      | 40+1       |                 | 16              | 17              |                    | -                  | -                  |             | -           | -           | 136    | 58     |
| 2016-2017            | Reggina              | LP                   | 32         | 13         | CI-LP           | 1               | 0               | -                  | -                  | -                  | -           | -           | -           | 33     | 13     |
| 2017-2018            | Carrarese            | C                    | 33+2       | 9          | CI-C            | 2               | 0               | -                  | -                  | -                  | -           | -           | -           | 37     | 9      |
| 2018-gen.2019        | Carrarese            | C                    | 11         | 1          | CI-C            | 1               | 0               | -                  | -                  | -                  | -           | -           | -           | 12     | 1      |
| Totale Carrarese     | Totale Carrarese     | Totale Carrarese     | 44+2       | 10         |                 | 3               | 0               |                    | -                  | -                  |             | -           | -           | 46     | 10     |
| gen.giu.2019         | Alessandria          | C                    | 12         | 1          | CI-C            | 0               | 0               | -                  | -                  | -                  | -           | -           | -           | 12     | 1      |
| 2019-2020            | Messina              | D                    | 10         | 2          | CI-D            | 0               | 0               | -                  | -                  | -                  | -           | -           | -           | 10     | 2      |
| Totale carriera      | Totale carriera      | Totale carriera      | 427+14     | 133+3      |                 | 43              | 31              |                    | -                  | -                  |             | -           | -           | 483    | 167    |

## Palmarès

### Club

#### Competizioni nazionali
- Lega Pro: 1

Cittadella: 2015-2016

### Individuale
- Capocannoniere della Serie C1: 1

2007-2008 (Girone A, 19 gol)
- Capocannoniere della Coppa Italia Lega Pro: 1

2015-2016 (10 gol)